# 库伦昆斯科耶市镇
库伦昆斯科耶市镇（俄语：Муниципальное образование «Кулункунское»）是俄罗斯联邦伊尔库茨克州埃希里特-布拉加特区所属的一个市镇。其下辖有个居民点，行政中心为布卢萨。据2016年统计，该市镇的人口为1399人。